# Ахмад Арслан-хан
Ахмад Арслан-хан (д/н — 1017/1018) — великий каган Караханідської держави в 998—1017 роках. З нього почався розпад єдиною держави.

## Життєпис
Походив з династії Караханідів. Син великого кагана Алі Арслан-хана. 992 році стає співправителем батька після смерті стрийка Гаруна. Після загибелі батька у 998 році вимушений був обороняти Кашгар від військ Хотанської держави. Зрештою переніс столицю до Баласагуна, а Кашгар захопили хотанці.
У 999 році відправив брата Насра проти Саманідської держави. Інші брати отримали самостійні володіння. Свого стриєчного брата Юсуфа відправив на відвоювання Кашгару. З часом опинився лише номінальним великим каганом, що контролював область навколо Баласагуна.
Лише у 1012 році, скориставшись смертю брата Наср ібн Алі зумів захопити Мавераннахр. Помер у 1017 або 1018 році. Трон перейшов до брата Мансура Арслан-хана.